# Parque Uruguay
El Parque Uruguay es un parque urbano ubicado en la comuna de Providencia, en la ciudad de Santiago, Chile. Su nombre es un homenaje al país sudamericano, no tiene cierre perimetral y está emplazado entre las calles Nueva Tobalaba al este, Andrés Bello al sur y Pérez Valenzuela al oeste. La primera etapa de construcción comenzó en 1964 y la segunda, en 1970. En 1992 fue inaugurado un busto de Manuel Oribe, presidente de Uruguay en el siglo XIX.
Integra la red de parques de la ribera sur del río Mapocho, limitando al norte con el Cicloparque Mapocho 42K, al este con el Parque Titanium y al oeste con el Parque Balmaceda. Está frente al Parque de las Esculturas y estará paralelo al Paseo fluvial Río Mapocho. Asimismo, forma parte de una red de parques continuos interconectados entre sí, que parte en el Parque Escrivá de Balaguer en Vitacura por el sector nororiente de la ciudad, hasta el Parque Mapocho Río, por el norponiente.
En mayo de 2011, fue inaugurada en el parque una pagoda réplica de la Dabotap, donación de la Embajada de Corea del Sur en Santiago.